# Anders Johan Sjögren
Anders Johan Sjögren, švédsky Andreas Johan Sjögren, rusky Андрeй Михaйлович Шёгрен (8. května 1794, Iitti – 18. dubna 1855, Petrohrad) byl finský spisovatel, etnolog a lingvista, badatel v oblasti jazyka a literatury ugrofinských a kavkazských národů na Petrohradské akademií věd.

## Život
Sjögren byl synem ševce z vesnice Sitikkala v obci Iitti v jihovýchodním Finsku, v té době součást Švédska.Jako nadaný chlapec se mohl s podporou místního duchovenstva naučit švédštinu (jazyk tehdejšího finského vzdělávacího systému) a chodit do školy v Loviise a Porvoo a poté studovat na Královské akademii v Turku, kterou ukončil v roce 1819 jako doktor filozofie. Během studií se seznámil s myšlenkami tzv. turkuské romantiky, jejíž představitelé otevřeli otázku hledání národní finské identity spojenou se zaměřením na vývoj finštiny jako národního jazyka, který pomůže národu k samostatnosti.. Inspiroval se romantickým nacionalismem Johanna Gottfrieda Herdera a začal sbírat finskou lidovou poezii. Tato činnost ovlivnila jeho rozhodnutí studovat jazyky národů severního Ruska a jejich  historii a tradici.
Roku 1819 se přestěhoval do Petrohradu, aby získal ruskou podporu pro svou výzkumnou cestu a působil zde v letech 1820-1823 jako vychovatel v rodině biskupa Zachariase Cygnaea mladšího. Protože i Rusové chtěli informace o historii, geografii, klimatu, ekonomických zdrojích, jazycích a kulturách národů žijících na jejich území, dostal s pomocí státního tajemníka Finského velkoknížectví od cara Alexandra I. grant a povolení na uspořádání výpravy. Cesta trvala pět let (1824 - 1829) a Sjögren za tu dobu urazil 12 000 kilometrů na koni, ve vozech, na saních i po vodě. Cestoval po severní Karélii a severním a východním Laponsku a odtud jel na východ k Uralu až do Permu, aby studoval Udmurty a národ Komi. Do Petrohradu se vrátil přes Kazaň a Vologdu a přivezl si s sebou velké množství materiálu o historii, jazycích, folklóru, onomastice, tradicích a ekonomii různých neruských národů.
Již od roku 1827 byl Sjögren členem korespondentem Petrohradské akademie věd. Po návratu ze své cesty byl roku 1831 jmenován mimořádným členem Akademie jako vědecký pracovník pro ruské dějiny a starožitnosti. V letech 1830–1834 publikoval výsledky své badatelské cesty. V těchto dílech, stejně jako v některých předchozích publikacích vydaných během samotné cesty, Sjögren sestavil novou klasifikaci ugrofinských jazyků. Jeho klasifikace byla založena na lingvistických důkazech o jejich příbuznosti a zahrnovala i vepštinu, jejichž existenci objevil. Sjögren zároveň vysvětlil novým způsobem vztah sámských jazyků k finštině. Provedl také základní analýzu jazyka lidu Komi. Během cesty Sjögren psal články do finských a ruských novin, kde referoval o nových poznatcích týkajících se Karélie a jejích lidových tradic. Své práce publikoval ve finštině, němčině a v ruštině.

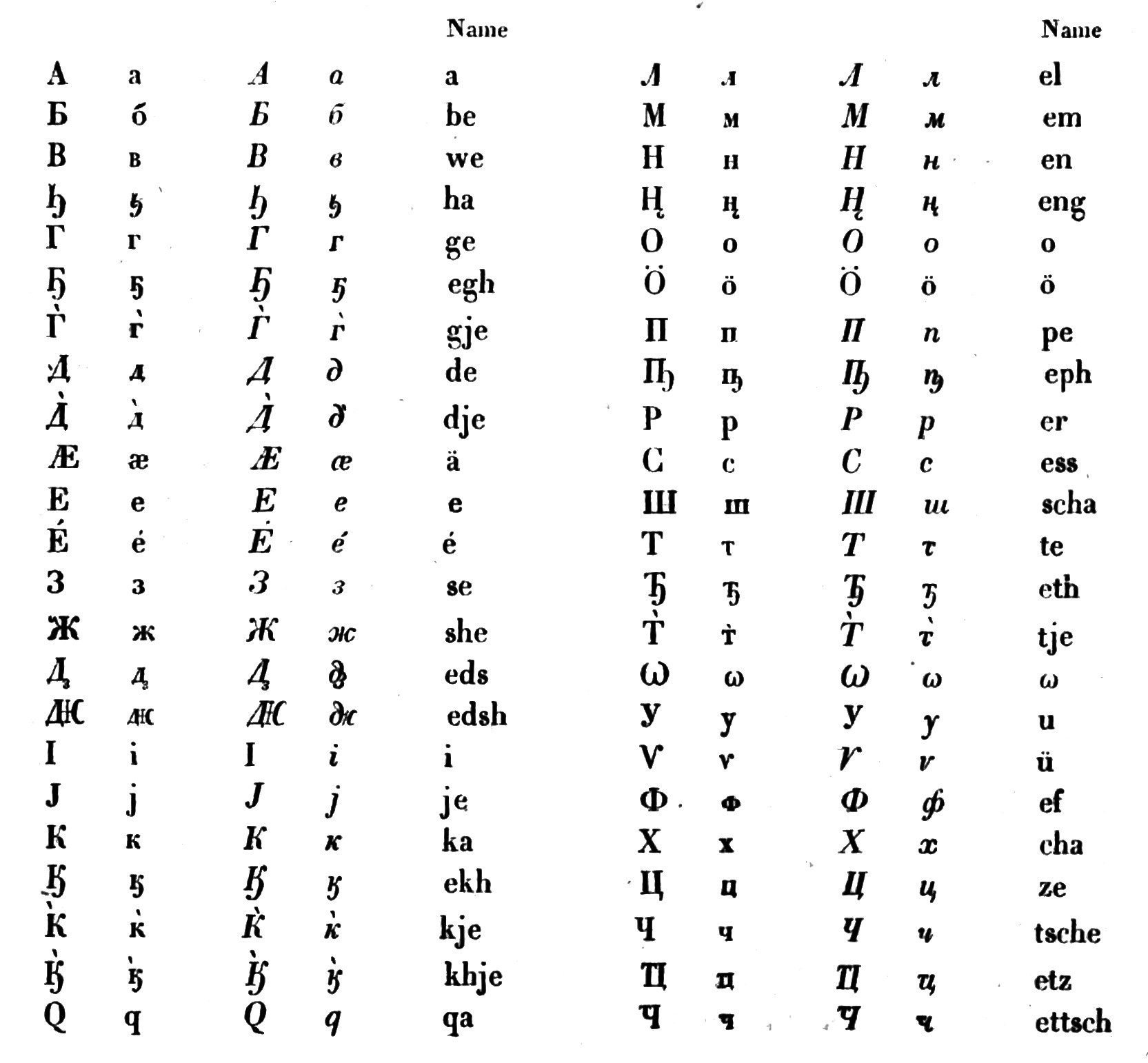
Sjögrenova osetská abeceda založená na azbuce z roku 1844

V letech 1835–1838 cestoval po Kavkaze a zkoumal jazyky a etnografii Osetinců, Gruzínců a některých dalších kavkazských národů. Výsledkem této cesty bylo vytvoření první osetské gramatiky a slovníku. Je také považován za tvůrce moderní osetské abecedy založené na azbuce, která se s malými změnami používá dodnes. Jeho práce jsou vynikajícím příkladem multidisciplinárního přístupu k výzkumu. Ve svých pozdějších studiích Sjögren přešel od multidisciplinarity k úžeji zaměřené empirické metodě, ve které byl mezinárodním průkopníkem. 

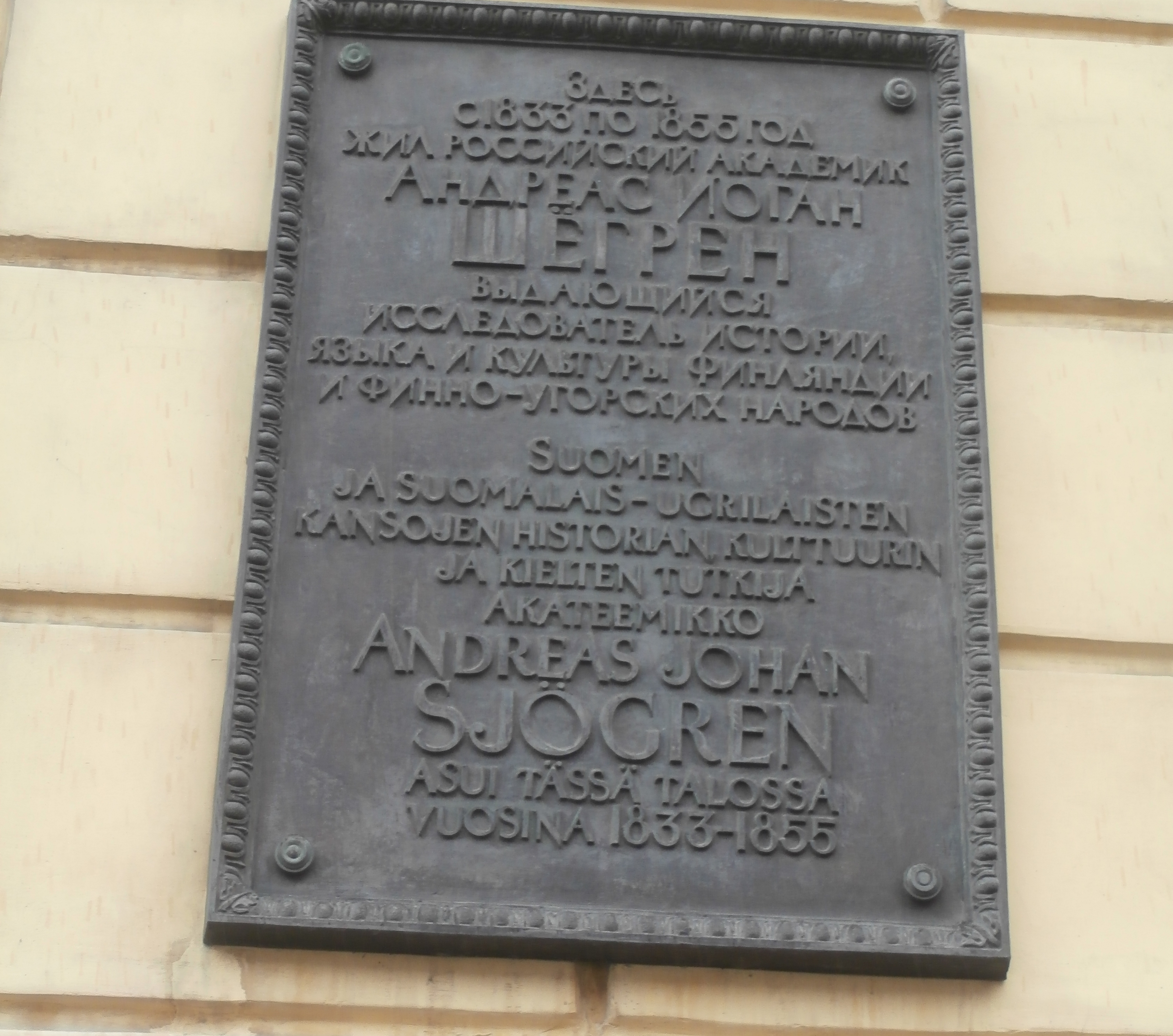
Sjögrenova pamětní deska na Domě akademiků v Petrohradě

Roku 1844 se stal řádným členem Akademie v oblasti lingvistiky a etnografie finských a kavkazských národů Ruska a roku 1845 ředitelem Etnografického muzea Akademie. Roku 1846 a roku 1852 sbíral v Livonsku a Kuronsku terénní materiály pro Ruskou geografickou společnost. Tyto cesty ho vedly k vytvoření sbírek textů a gramatiky livonštiny.
Sjögren měl v Akademii choulostivou pozici jako odborník na neruské národy Ruské říše. Musel rozhodovat o tom, zda mohou být vydána určitá díla, získávat informace pro úřady o záležitostech týkajících se vzdělávání neruských národů a působit jako poradce v národních otázkách. Sjögren tyto úkoly řešil citlivě s ohledem na zájmy příslušných národních skupin a v mnoha ohledech byl schopen pomoci estonským národním buditelům, jako byl např. Friedrich Reinhold Kreutzwald, aby jejich práce byly publikovány. Navzdory opozici Sjögren využíval svého vlivu v Akademii k prosazování finských národních zájmů. Bez Sjögrenovy podpory by například nebyl Matthias Alexander Castrén schopen provádět svůj lingvistický a etnografický výzkum na Sibiři.

## Výběrová bibliografie
- Über die finnische Sprache und Ihre Litteratur (1821, O finštině a její literatuře).
- Anteckningar om församlingarne i Kemi-Lappmark (1828, Předběžné informace o společnosti v Kemi-Lappmark).
- Die Syrjänen, ein historisch-statistisch-philologischer Versuch (1829, Syrjäne, historický, statistický a filologický pokus).
- Über die finnische Bevölkerung des St. Petersburgischen Gouvernements und über den Ursprung des Namens Ingermannland (1833, O finském obyvatelstvu petrohradské gubernie a o původu názvu Ingermannland).
- Ossetische Sprachlehre (1841, Osetský jazyk).
- Ossetische Sprachlehre, nebst kurzem Ossetisch-Deutschen und Deutsch-Ossetischen Wörterbuch (1844, Gramatika osetského jazyka spolu s krátkým osetsko-německým a německo-osetským slovníkem), vydáno i rusky jako Осетинская грамматика с кратким словарем осетинско-российским и российско-осетинским (Gramatika osetského jazyka spolu s krátkým osetsko-ruským a rusko-osetským slovníkem). Za tuto knihu obdržel Sjögren roku 1846 od Institutu de France Volneyho cenu, udělující se za vynikající díla srovnávací filologie nebo lingvistiky.
- Ossetische Studien (1848, Osetské studie).
- Zur Ethnographie Livlands (1849, O etnografii Livonska).
- Gesammelte Schriften (posmrtně 1861, Sebrané spisy), zveřejněno Ferdinandem Wiedemannem), tři díly:
  - Historisch-ethnographische Abhandlungen über den finnisch-russischen Norden (historicko-etnografická pojednání o finsko-ruském severu),
  - Livische Grammatik nebst Sprachproben (Livonská gramatika spolu s jazykovými ukázkami),
  - Livisch-deutsches und deutsch-livisches Wörterbuch (Livonsko-německý a německo-livonský slovník).